# Dautphetal
Dautphetal is een gemeente in de Duitse deelstaat Hessen, gelegen in de Landkreis Marburg-Biedenkopf. De gemeente telt 11.371 inwoners.

## Geografie
Dautphetal heeft een oppervlakte van 72,03 km² en ligt in het centrum van Duitsland, iets ten westen van het geografisch middelpunt.

## Plaatsen in de gemeente Dautphetal

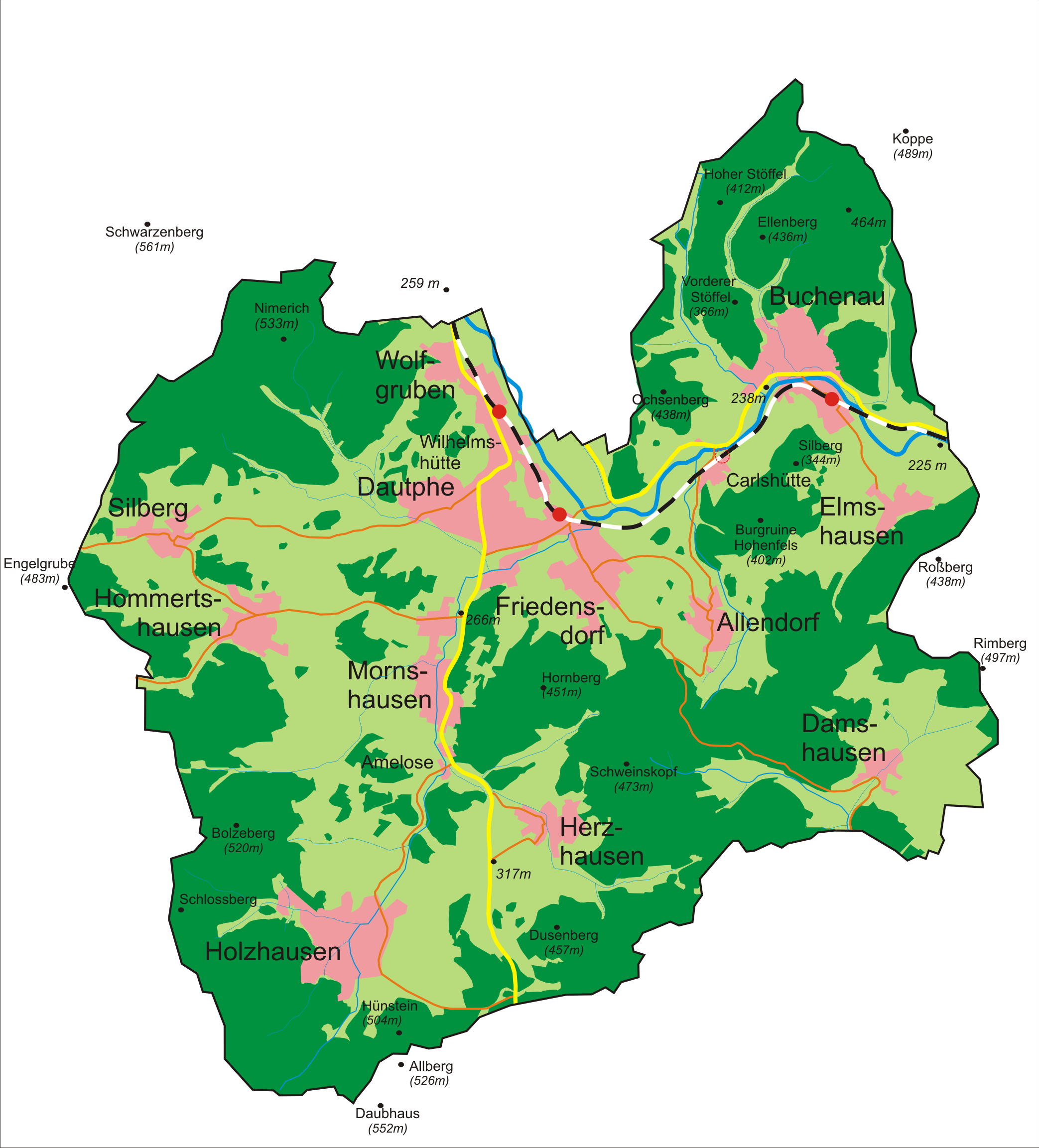
Kaart van de gemeente Dautphetal

- Allendorf
- Buchenau
- Damshausen
- Dautphe
- Elmshausen
- Friedensdorf
- Herzhausen
- Holzhausen
- Hommertshausen
- Mornshausen
- Silberg
- Wolfgruben

Amöneburg ·
Angelburg ·
Bad Endbach ·
Biedenkopf ·
Breidenbach ·
Cölbe ·
Dautphetal ·
Ebsdorfergrund ·
Fronhausen ·
Gladenbach ·
Kirchhain ·
Lahntal ·
Lohra ·
Marburg ·
Münchhausen ·
Neustadt (Hessen) ·
Rauschenberg ·
Stadtallendorf ·
Steffenberg ·
Weimar (Lahn) ·
Wetter (Hessen) ·
Wohratal